# Гамогма Аргветі
Гамогма Аргветі (груз. გამოღმა არგვეთი) — село в Грузії.
За даними перепису населення 2014 року в селі проживає 631 особа.